# رونك سوريا
رونك سوريا (بالتايلندية: รุ่ง สุริยา)‏ (بالتايلندية: รุ่ง สุริยา) مواليد 14 يوليو 1969 في تايلاند، هو مغني تايلندي

## ديسكغرفي
- Won Pho Tak Sin (วอนพ่อตากสิน) (1997)
- Ting Nang (ติงนัง) (1998)
- Rak Nee Thee Seven (รักหนีที่เซเว่น) (1999)
- Rak Khun Dot Com (รักคุณดอตคอม) (2001)
- Khwam Rak Diliver (ความรักเดลิเวอร์) (2010)